# Travail forcé sous domination nazie pendant la Seconde Guerre mondiale
Le recours au travail forcé et à l'esclavage dans le Troisième Reich et dans toute l'Europe sous domination nazie pendant la Seconde Guerre mondiale fut d'une ampleur sans précédent. Ce fut une part importante, considérée comme vitale, de l'exploitation économique allemande des territoires conquis, contribuant également à l'extermination massive des populations en Europe occupée par les Allemands. Les Allemands ont mobilisé environ 12 millions de personnes dans près de vingt pays européens ; les deux tiers environ venaient d'Europe centrale et d'Europe de l'Est. De nombreux travailleurs succombèrent en raison de leurs conditions de vie : mauvais traitements, une malnutrition sévère, ou sous la torture, ce qui étaient les principales causes de décès.
De nombreux autres devinrent des victimes civiles des bombardements ennemis sur leurs lieux de travail (notamment les usines) tout au long de la guerre. À son apogée, les travailleurs forcés représentaient 20 % de la main-d'œuvre allemande. En comptant les décès et le renouvellement des effectifs, environ 15 millions d'hommes et de femmes furent travailleurs forcés à un moment donné pendant la guerre.
La défaite de l'Allemagne nazie en 1945 fit libérer environ 11 millions d'étrangers (classés comme « personnes déplacées »), dont la plupart étaient des travailleurs forcés et des prisonniers de guerre. En temps de guerre, les forces allemandes déportèrent dans le Reich 6,5 millions de civils en plus des prisonniers de guerre soviétiques pour du travail forcé dans les usines ; les renvoyer chez eux fut une priorité pour les Alliés. Cependant, concernant les citoyens de l'URSS, le retour signifiait souvent des soupçons de collaboration et donc une déportation vers le Goulag. L'Administration des Nations unies pour le secours et la reconstruction (UNRRA), la Croix-Rouge et les opérations militaires ont fourni de la nourriture, des vêtements, un abri et une assistance pour leur retour chez eux. En tout, 5,2 millions de travailleurs étrangers et de prisonniers de guerre ont été rapatriés en Union soviétique, 1,6 million en Pologne, 1,5 million en France et 900 000 en Italie, ainsi que 300 000 à 400 000 en Yougoslavie, en Tchécoslovaquie, aux Pays-Bas, en Hongrie et en Belgique.

## Mobilisation forcée dans l'industrie allemande

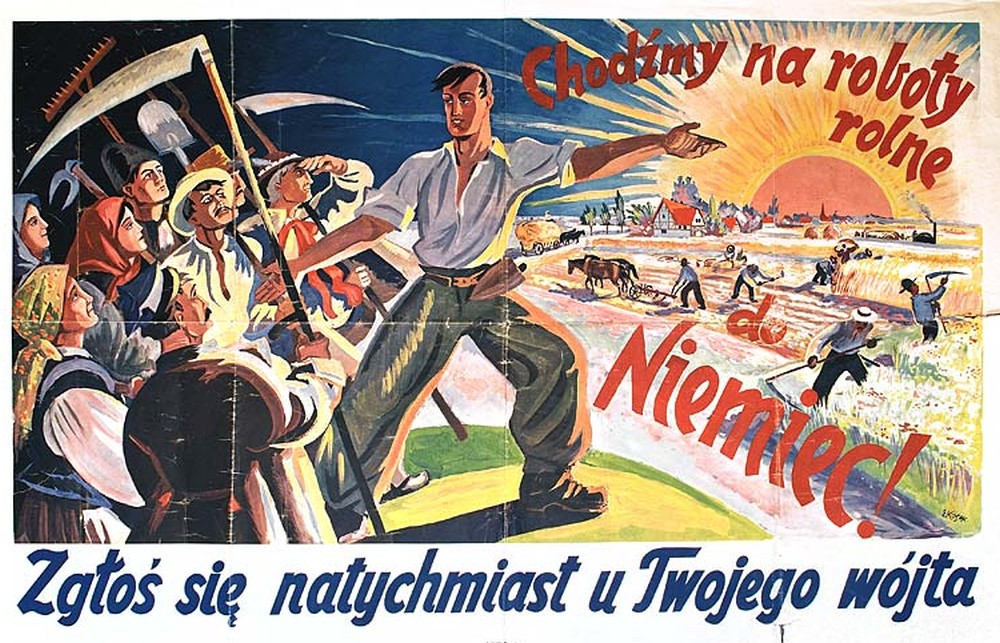
Affiche de propagande allemande en polonais : Allons en Allemagne pour travailler à la ferme ! Faites immédiatement rapport au chef de votre village.

La politique hitlérienne de « Lebensraum » a fortement insisté sur la conquête de nouvelles terres à l'Est, connues sous le nom de Generalplan Ost, et sur l'exploitation de ces terres pour fournir des biens et de la main-d'œuvre bon marché à l'Allemagne. Même avant la guerre, l'Allemagne nazie maintenait une réserve de main-d'œuvre esclave. Cette pratique a débuté dès les premiers jours des camps de travail, peuplé par d'« éléments peu fiables » (allemand : unzuverlässige Elemente), tels que les sans-abri, homosexuels, criminels, dissidents politiques, communistes, juifs et toutes personnes indésirables aux yeux du régime nazi. Pendant la Seconde Guerre mondiale, les nazis ont exploité plusieurs catégories d'Arbeitslager (camps de travail) pour différentes catégories de détenus. Les prisonniers des camps de travail nazis étaient exploités jusqu'à la mort avec de courtes rations et dans de mauvaises conditions, ou tués s’ils devenaient incapables de travailler. Beaucoup sont morts des suites du travail forcé sous les nazis.
Après l'invasion de la Pologne, les Juifs polonais ou simples Polonais âgés de plus de 12 ans vivant au gouvernement général ont été soumis au travail forcé. L'historien Jan Gross estime que « pas plus de 15 % » des travailleurs polonais se sont portés volontaires pour aller travailler en Allemagne. En 1942, tous les non-Allemands vivant dans le gouvernement général étaient soumis au travail forcé.

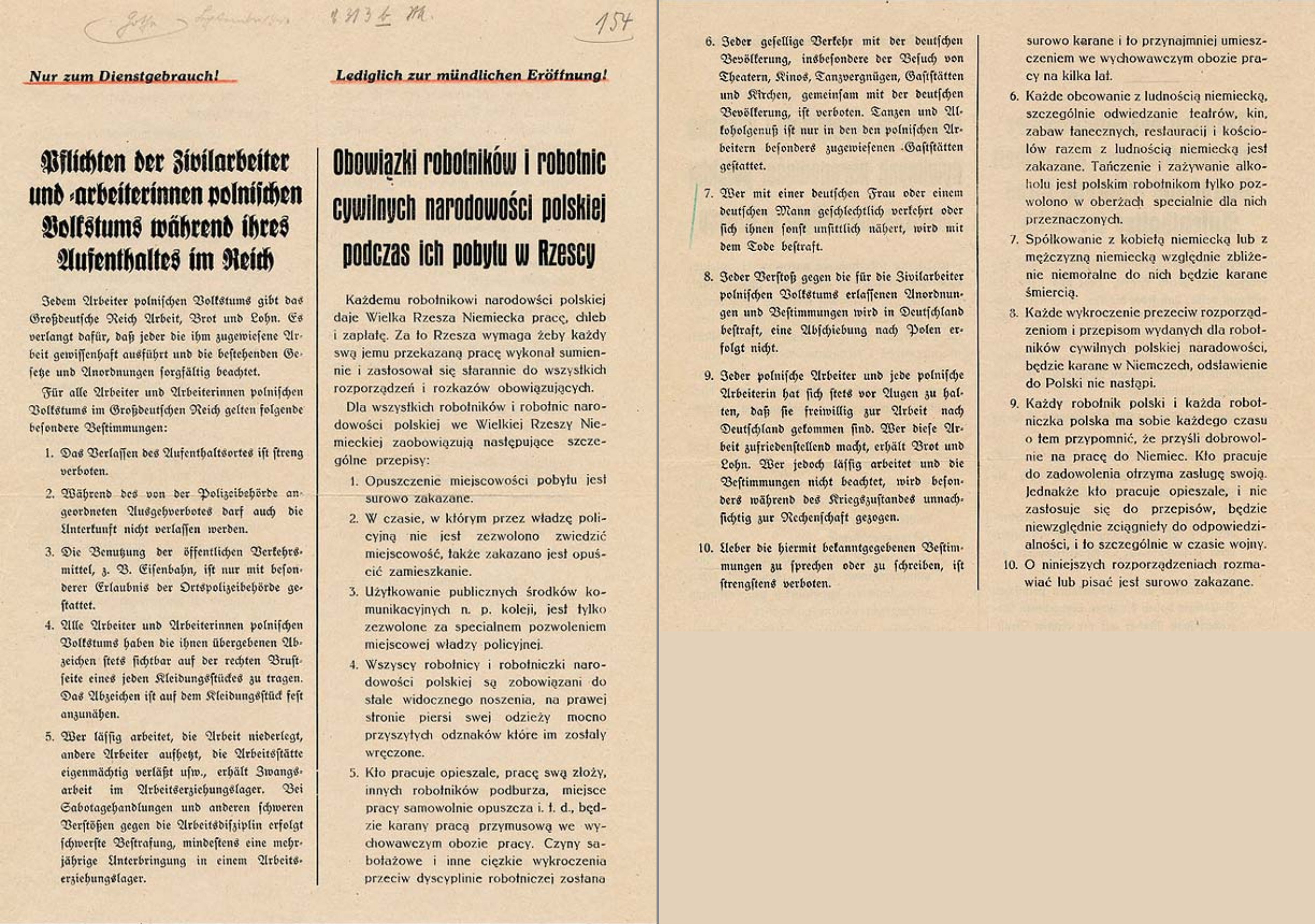
Obligations d'un travailleur pendant son séjour en Allemagne (en allemand et polonais).

Le plus grand nombre de camps de travail détenait des civils enlevés de force dans les pays occupés (voir Łapanka) pour fournir de la main-d'œuvre dans l'industrie de guerre allemande, réparer des voies de chemins de fer et des ponts bombardés ou travailler dans des fermes. Le travail manuel était une ressource très demandée, car une grande partie du travail aujourd’hui effectué avec des machines était encore une affaire manuelle dans les années 1930 et 1940 — pelletage, manutention, usinage et bien d'autres. Au fur et à mesure de la progression de la guerre, l'utilisation de la main-d'œuvre esclave a augmenté massivement. Des prisonniers de guerre et civils « indésirables » ont été amenés des territoires occupés. Des millions de Juifs, de Slaves et d'autres peuples conquis ont été utilisés comme travailleurs esclaves par des sociétés allemandes, telles que :
- Bosch, armement ;
- Daimler-Benz, armement, automobile ;
- Demag ;
- Thyssen, sidérurgie ;
- HASAG, armement (munition) ;
- Henschel, chars d'assaut, avions militaires et missiles ;
- IG Farben, chimie ;
- Junkers ;
- Krupp, armement (canon) ;
- Messerschmitt, armement (avion) ;
- Siemens ;
- Volkswagen[9] ;

ainsi que les filiales allemandes d'entreprises étrangères, telles que Fordwerke (filiale de Ford) et Opel (filiale de General Motors) entre autres. Une fois la guerre commencée, les filiales étrangères ont été saisies et nationalisées par l'État allemand sous contrôle nazi, et les conditions de travail s'y sont détériorées, comme ce fut le cas dans toute l'industrie allemande. Environ 12 millions de travailleurs forcés, dont la plupart étaient des Européens de l'Est, ont été employés dans l'économie de guerre allemande à l'intérieur de l'Allemagne nazie pendant toute la durée de la guerre. Le besoin allemand de travail forcé a augmenté au point même d'utiliser la main d'œuvre enfantine pour travailler dans une opération appelée Heuaktion. Plus de 2 000 entreprises allemandes ont profité du travail forcé pendant l'ère nazie, dont la Deutsche Bank et Siemens.

### Classifications des travailleurs

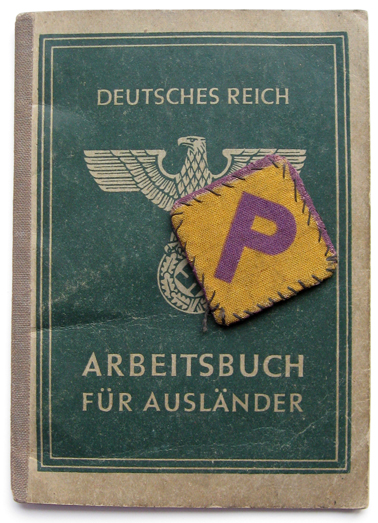
Arbeitsbuch Für Ausländer, pièce d'identité délivrée à un travailleur forcé polonais en 1942 par les Allemands avec une lettre P que les Polonais devaient porter pour les distinguer de la population allemande.

Un système de classes a été créé parmi les Fremdarbeiter (« travailleurs étrangers ») amenés en Allemagne pour travailler pour le Reich. Le système était basé sur des classes de travailleurs de moins en moins privilégiés, à commencer par des travailleurs bien rémunérés des alliés de l'Allemagne ou des pays neutres aux travailleurs forcés des populations Untermenschen conquises (« sous-humains »).
- Gastarbeitnehmer (« travailleurs invités ») — Travailleurs des pays germaniques et scandinaves, France, Italie, autres alliés allemands (Roumanie, Bulgarie, Hongrie) et neutres amis (par exemple Espagne et Suisse). Une minorité, environ 1 % seulement des travailleurs étrangers en Allemagne venaient de pays neutres ou alliés à l'Allemagne[2].
- Zwangsarbeiter (« travailleurs forcés ») — Travailleurs forcés de pays non alliés avec l'Allemagne. Cette catégorie de travailleurs était répartie selon les désignations suivantes :
  1. Militärinternierte (« internés militaires ») — Prisonniers de guerre. Les conventions de Genève ont permis aux nations captives de forcer les prisonniers de guerre non officiers à travailler dans certaines limites. Par exemple, quasi-tous les prisonniers de guerre polonais non officiers (environ 300 000) ont été contraints de travailler dans l'Allemagne nazie. En 1944, près de 2 millions de prisonniers de guerre ont été employés comme travailleurs forcés en Allemagne[13]. Par rapport à d'autres travailleurs étrangers, les prisonniers de guerre étaient relativement épargnés, surtout s'ils venaient de pays occidentaux encore en guerre comme les États-Unis ou la Grande-Bretagne, car les normes minimales de traitement étaient prescrites par les conventions de Genève. Leurs conditions de travail et leur bien-être étaient soumis à la surveillance de la Croix-Rouge internationale et, en cas de mauvais traitements, l'Allemagne s'attendait à des représailles contre des prisonniers allemands détenus aux États-Unis, en Grande-Bretagne et au Canada (effectuant des travaux forcés similaires). Cependant, le traitement de ces travailleurs varie considérablement en fonction de leur pays d'origine, de la période et du lieu de travail spécifique. En particulier, les prisonniers de guerre soviétiques ont été traités avec une extrême brutalité car les nazis ne les considéraient pas comme protégés par les conventions de Genève, qui n'avaient pas été ratifiées ni mises en œuvre par l'Union soviétique ;
  2. Zivilarbeiter (« travailleurs civils ») — Polonais ethniques du gouvernement général réglementés par des décrets polonais stricts : ils touchaient des salaires beaucoup plus bas et ne pouvaient pas utiliser les commodités telles que les transports publics, ou visiter de nombreux espaces publics et entreprises (par exemple, ne pouvaient pas visiter les services religieux allemands, les piscines ou les restaurants) ; devaient travailler de plus longues heures et se voyaient attribuer des rations alimentaires plus petites ; étaient soumis à un couvre-feu. Les Polonais se voyaient régulièrement refuser des vacances et devaient travailler sept jours par semaine ; ne pouvaient pas se marier entre eux sans permission ; ne pouvaient pas posséder d’argent ni d’objets de valeur : vélos, appareils photo ou même briquets. Ils devaient porter une pièce de tissu, le « P polonais », sur leurs vêtements. En 1939, l'Allemagne comptait environ 300 000 Zivilarbeiter polonais sur son territoire[2] ; en 1944, leur nombre montait en flèche allant de 1,7 million à 2,8 millions de personnes selon différents comptes (environ 10 % de la population carcérale polonaise occupée)[14]. En 1944, 7,6  millions de travailleurs étrangers soi-disant civils étaient employés en Allemagne au total, y compris les prisonniers de guerre du Generalgouvernement et de l'URSS occupée[2] ;
  3. Ostarbeiter (« travailleurs de l'Est ») — Les travailleurs civils soviétiques et polonais ont été rassemblés principalement au Distrikt Galizien et au Reichskommissariat Ukraine. Ils étaient marqués d'un insigne OST (« Est »), devaient vivre dans des camps clôturés avec des barbelés et sous surveillance, et étaient particulièrement exposés à l'autorité arbitraire de la Gestapo et des gardes industriels. Les estimations placent le nombre de travailleurs de l'OST varient entre 3 millions et 5,5 millions[15],[16].

En général, les travailleurs étrangers d'Europe occidentale touchaient des revenus bruts similaires et étaient soumis à une imposition similaire à celle des travailleurs allemands. En revanche, les travailleurs forcés d'Europe centrale et orientale ont perçu tout au plus environ la moitié des gains bruts versés aux travailleurs allemands, bénéficiant également beaucoup moins d'avantages sociaux. Les travailleurs forcés considérés prisonniers de camps de concentration recevaient peu ou pas de salaire et d'avantages. L'insuffisance des gains nets des travailleurs forcés d'Europe centrale et orientale (par rapport aux travailleurs forcés des pays occidentaux) est illustrée par les économies de salaire que les travailleurs forcés ont pu transférer dans leur famille, au pays ou à l'étranger (voir tableau).
Les nazis ont interdit les relations sexuelles entre Allemands et travailleurs étrangers. Des efforts répétés ont été faits pour propager le Volkstum (« conscience raciale »), pour empêcher de telles relations. Des brochures, par exemple, ont enjoint à toutes les femmes allemandes d'éviter tout contact physique avec tous les travailleurs étrangers amenés en Allemagne, afin d'éviter « l'impureté ». Les femmes ayant désobéi ont été emprisonnées. Même la fraternisation avec les travailleurs était considérée comme dangereuse et ciblée par des campagnes de brochures en 1940-1942. Les soldats de la Wehrmacht et les officiers SS étaient exemptés de telles restrictions. On estime qu’au moins 34 140 femmes d’Europe de l’Est arrêtées à Łapanka et forcées de servir d’esclaves sexuelles dans les bordels militaires allemands et les maisons closes des camps pendant le IIIe Reich,. Rien qu'à Varsovie, cinq établissements de ce type ont été mis en place sous la garde militaire en septembre 1942, avec chacun plus de 20 chambres. L'alcool n'y était pas autorisé, contrairement au front de l'Ouest, et les victimes subissaient des examens génitaux une fois par semaine.

### Nombre
À la fin de l'été 1944, les chiffres indiquaient 7,6 millions de travailleurs civils étrangers et prisonniers de guerre sur le territoire allemand, dont la plupart y ont été amenés par coercition. En 1944, le travail des esclaves représentait le quart de la main-d'œuvre allemande et la majorité des usines allemandes comptaient un contingent de prisonniers. Les nazis possédaient également des plans pour la déportation et l'asservissement de 50 % de la population masculine adulte britannique en cas d'invasion réussie.

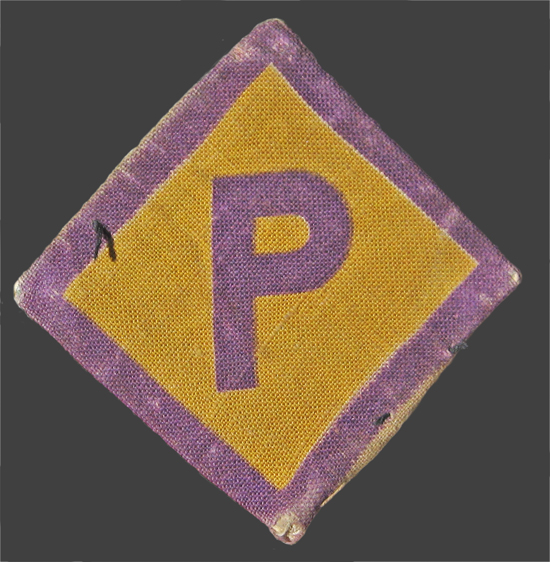
Badge P Zivilarbeiter des travailleurs forcés polonais.

Badge OST-Arbeiter.

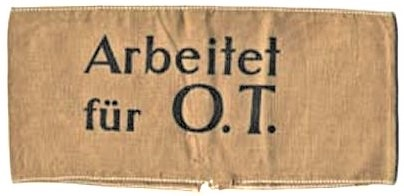
Badge de l'Organisation Todt.

| Pays                                 | Nombre    | % du total | Reichsmark    |
| ------------------------------------ | --------- | ---------- | ------------- |
| Total                                | 6 450 000 | 100,0 %    |               |
| Europe centrale et orientale occupée | 4 208 000 | 65,2 %     | médian 15 RM  |
| Tchécoslovaquie                      | 348 000   | 5,4 %      |               |
| Pologne                              | 1 400 000 | 21,7 %     | 33.5 RM       |
| Yougoslavie                          | 270 000   | 4,2 %      |               |
| URSS                                 | 2 165 000 | 33,6 %     | 4 RM          |
| Hongrie                              | 25 000    | 0,4 %      |               |
| Grèce                                | 20 000    | 0,3 %      |               |
| Europe occidentale occupée           | 2 155 000 | 33,4 %     | médian 700 RM |
| France (sauf l'Alsace-Moselle)       | 1 100 000 | 17,1 %     | 487 RM        |
| Norvège                              | 2 000     | –          |               |
| Danemark                             | 23 000    | 0,4 %      |               |
| Pays-Bas                             | 350 000   | 5,4 %      |               |
| Belgique                             | 500 000   | 7,8 %      | 913 RM        |
| Italie[Note 1]                       | 180 000   | 2,8 %      | 1,471 RM      |
| Alliés allemands et pays neutres     | 87 000    | 1,3 %      |               |
| Bulgarie                             | 35 000    | 0,5 %      |               |
| Roumanie                             | 6 000     | 0,1 %      |               |
| Espagne                              | 8 000     | 0,1 %      |               |
| Suisse                               | 18 000    | 0,3 %      |               |

## Organisation Todt
L'Organisation Todt était un groupe de génie civil et militaire du Troisième Reich. Elle portait le nom de celui qui a été son fondateur et son dirigeant jusqu'en 1942, Fritz Todt, un ingénieur et une figure importante du nazisme, en tant que mandataire général pour la régulation de l'industrie du bâtiment (Generalbevollmächtigter für die Regelung der Bauwirtschaft). L'Organisation a été chargée de la réalisation d'un grand nombre de projets de construction, dans les domaines civil et militaire, tant en Allemagne, durant la période qui a précédé la Seconde Guerre mondiale et pendant celle-ci, que dans les pays d'Europe sous domination nazie, de la France à la Russie. La plupart des travailleurs soviétiques dits « volontaires » de prisonniers de guerre ont été affectés à l'Organisation Todt. L'histoire de l'organisation se divise en trois phases principales :
1. La période de l'entre-deux-guerres entre 1933 et 1938, au cours duquel le prédécesseur de l'Organisation Todt, le bureau de l'inspecteur général des routes allemandes ( Generalinspektor für das deutsche Straßenwesen), fut principalement responsable de la construction du réseau d'autoroutes allemand. L'organisation a pu faire appel à du travail « conscrit » (c'est-à-dire obligatoire) en Allemagne par le biais du Service du travail du Reich (Reichsarbeitsdienst, RAD) ;
2. La période allant de 1938 à 1942 après l'opération Barbarossa, lorsque l'Organisation Todt proprement dite a été fondée et utilisée sur le front de l'Est. L'énorme augmentation de la demande de main-d'œuvre créée par les divers projets militaires et paramilitaires a été satisfaite par une série d'extensions des lois sur le service obligatoire, qui ont finalement obligé tous les Allemands à déterminer arbitrairement (c'est-à-dire effectivement un nombre illimité) de travail obligatoire pour l'État : Zwangsarbeit. De 1938 à 1940, plus de 1,75 million d'Allemands ont été enrôlés dans le service du travail. De 1940 à 1942, l'Organisation Todt a commencé à dépendre de Gastarbeitnehmer (travailleurs invités), Militärinternierte (internés militaires), Zivilarbeiter (travailleurs civils), Ostarbeiter (travailleurs de l'Est) et Hilfswillige (volontaires) ;
3. La période allant de 1942 jusqu'à la fin de la guerre, avec environ 1,4 million de travailleurs au service de l'Organisation Todt. Dans l'ensemble, 1 % étaient des Allemands rejetés du service militaire et 1,5 % étaient des prisonniers des camps de concentration ; les autres étaient des prisonniers de guerre et des travailleurs forcés des pays occupés. Tous étaient effectivement traités comme des esclaves et soumis au service complet et arbitraire d'un État totalitaire impitoyable. Beaucoup n'ont pas survécu au travail ou à la guerre[26].

## Extermination par le travail

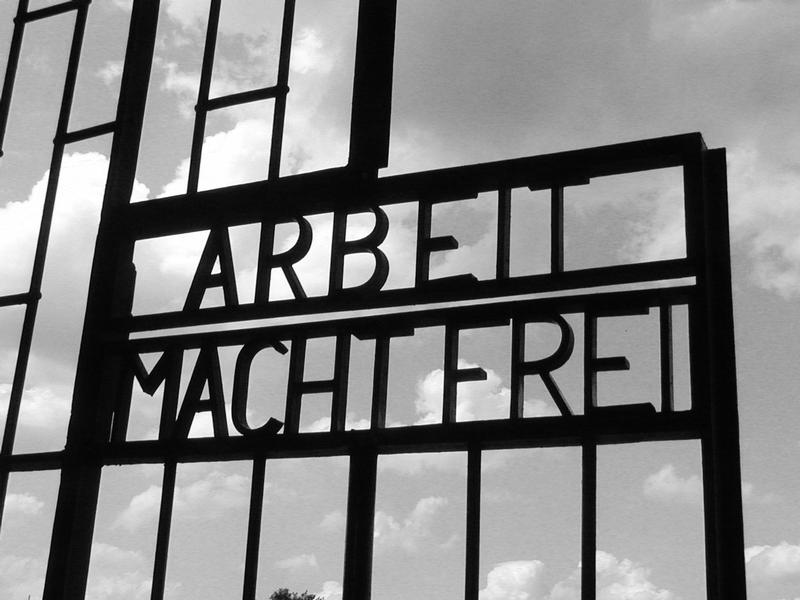
Panneau Arbeit Macht Frei (« le travail rend libre ») apposé au camp de concentration d'Oranienbourg-Sachsenhausen.

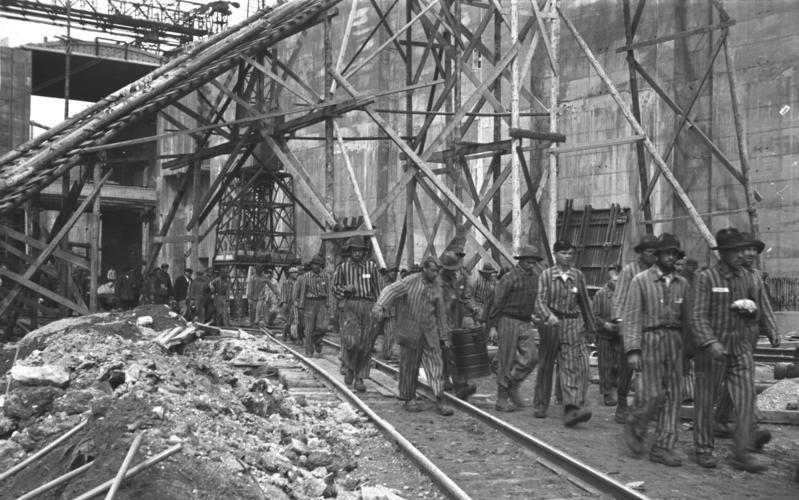
Travail forcé d'internement dans des abris pour sous-marins à Brême, 1944.

Des millions de Juifs servaient de travailleurs forcés dans des ghettos, avant d'être envoyés dans des camps d'extermination. Les nazis exploitaient également des camps de concentration, dont certains fournissaient du travail forcé gratuit pour des emplois industriels et autres tandis que d'autres n'existaient que pour l'extermination de leurs détenus. Pour tromper les victimes, à l'entrée de plusieurs camps, était apposé le message « le travail rend libre » (Arbeit macht frei). C'est le général SS Theodor Eicke qui ordonna l'apposition de la phrase à l'entrée des camps de concentration et des camps d'extermination, notamment Auschwitz, Dachau, Gross-Rosen, Sachsenhausen, et à la prison de la Gestapo de Theresienstadt, en République tchèque. Avant cela, cette phrase avait été utilisée par la société allemande IG Farben au-dessus du fronton de ses usines.
L'extermination par le travail était un principe nazi de la Seconde Guerre mondiale qui régissait les buts et objectifs de la plupart de leurs camps de travail et de concentration,. La règle exigeait que les détenus des camps allemands de la Seconde Guerre mondiale soient forcés de travailler pour l'industrie de guerre allemande avec seulement des outils de base et des rations alimentaires minimales jusqu'à l'épuisement total.

## Controverses sur l'indemnisation des victimes
Pour faciliter l'économie après la guerre, certaines catégories de victimes du nazisme ont été exclues de l'indemnisation du gouvernement allemand ; il s'agissait de groupes ayant subi le moins de pression politique, considérés comme travailleurs libres, ainsi que de nombreux travailleurs forcés d'Europe de l'Est. Peu d'initiative furent mises en œuvre de la part du gouvernement ou des entreprises allemandes afin d'indemniser les travailleurs forcés entre 1939 et 1945.
Comme indiqué dans le London Debt Agreement de 1953 :

« Examen des créances nées de la Seconde Guerre mondiale par les pays en guerre contre l'Allemagne ou occupés par l'Allemagne, et par des ressortissants de ces pays, contre le Reich et ses agences, y compris les coûts de l'occupation allemande, les crédits acquis pendant l'occupation sur les comptes de compensation et les réclamations contre les Reichskreditkassen seront différées jusqu'au règlement final du problème des indemnisations. »

À ce jour, des arguments subsistent selon lesquels un tel règlement n'a jamais été entièrement réalisé et que le développement de l'Allemagne d'après-guerre a été grandement aidé, tandis que l'indemnisation des victimes des pays étrangers fut au point mort.
Un exemple frappant d'une ethnie qui n'a reçu quasiment aucune compensation à la suite des travaux forcés dans l'Allemagne nazie est les travailleurs forcés polonais. Selon les accords de Potsdam de 1945, les Polonais devaient toucher des indemnités non pas de l'Allemagne elle-même, mais de la part de l'Union soviétique ; en raison de la pression soviétique sur le gouvernement communiste polonais. Les Polonais sont convenus d'un système de remboursement qui, de facto, signifiait que peu de victimes polonaises recevaient une quelconque compensation adéquate (comparable aux victimes en Europe occidentale ou en Union soviétique elle-même). La plus grande partie de la part polonaise des réparations a été « accordée » à la Pologne par l'Union soviétique dans le cadre du Conseil d'assistance économique mutuelle, qui était non seulement très inefficace, mais bénéficiait beaucoup plus à l'Union soviétique qu'à la Pologne. Sous la pression soviétique (liée à l'Accord de Londres sur les dettes extérieures allemandes), la République populaire de Pologne a renoncé en 1953 à son droit à d'autres demandes de réparation des États successeurs de l'Allemagne nazie. Ce n'est qu'après la chute du communisme en Pologne en 1989/1990 que le gouvernement polonais a tenté de renégocier la question des indemnisations, mais n'y a trouvé que peu de soutien du côté allemand et aucun du côté russe.

En août 1999, 2,3 millions de personnes ayant travaillé de force sous la domination nazie étaient encore en vie. Le programme allemand d'indemnisation du travail forcé a été créé en 2000 ; un fonds de 4,37 milliards d'euros a été débloqué pour 1,7 million de victimes dans le monde (paiements uniques compris entre 2 500 et 7 500 euros). La chancelière allemande Angela Merkel a déclaré en 2007 que « de nombreux anciens travailleurs forcés ont finalement reçu l'aide humanitaire promise » ; admettant également qu'avant la création du fonds, rien n'était allé directement aux travailleurs forcés. Le président allemand Horst Koehler cita : 

« Il s'agit d'une initiative dont nous avons un besoin urgent tout au long du chemin vers la paix et la réconciliation… Au moins, avec ces paiements symboliques, la souffrance des victimes a été reconnue publiquement après des décennies d’oubli »

.